# Vitterhetens vänner
Vitterhetens vänner var ett vittert sällskap som stiftades i Uppsala 1803 av mest östgötska studenter, däribland Clas Livijn, Carl Stenhammar och Lorenzo Hammarsköld.
Sällskapet stod till en början under inflytande av Sturm und Drang. Då sällskapet upplöstes 1805, hade det emellertid tagit intryck av den tyska nyromantiken. År 1807 stiftades i Uppsala istället Auroraförbundet, där Vitterhetens vänners sist invalde ledamot, den unge Per Daniel Amadeus Atterbom var den märkligaste medlemmen.